# La rosa porpra del Caire
 La rosa porpra del Caire (original: The Purple Rose of Cairo) és una pel·lícula estatunidenca de Woody Allen, del 1985, doblada al català.

## Argument
En els anys 1930 als Estats Units, durant la Gran depressió, una jove cambrera de cerveseria, Cecilia, té un marit aturat i camanduler. Es consola passant les seves vesprades en el cinema, la seva gran passió.
Un dia en què ha anat a veure, per cinquena vegada, la mateixa pel·lícula al Jewel Palace, un incident extraordinari es produeix: un dels personatges de La Rosa porpra del Caire, Tom Baxter, la interpel·la a la sala. Surt de la pantalla, passa de la pel·lícula en blanc i negre al món en colors i la fica en una aventura imprevista.
A la pantalla, el pànic: els altres personatges de la pel·lícula no saben què fer, no poden seguir la intriga habitual en curs. Intercanvien paraules acerbes entre ells i amb els espectadors furiosos. Els productors de la pel·lícula, alertats, paguen la premsa per comprar el seu silenci, però s'assabenten que altres Tom Baxter en altres sales de cinema han intentat de sortir, i que un altre ha oblidat el seu text durant la projecció.
Embogits, els productors van allà on s'ha escapat Gil Shepherd, l'actor que interpreta Tom Baxter, per intentar agafar el fugitiu. Ho aconseguirà, no sense haver seduït de passada al seu torn la pobra Cecilia, que ja no sap a quin somni consagrar-se.
Finalment, Cecilia, al seu cinema, mira Barret de copa (Top Hat) amb Ginger Rogers i Fred Astaire (la pel·lícula de Woody Allen és l'arquetipus de la pel·lícula que conté una pel·lícula).

## Repartiment
- Mia Farrow: Cecilia, cambrera de cerveseria i fidel espectadora del cinema Jewel
- Jeff Daniels: Tom Baxter / Gil Shepherd
- Danny Aiello: Monk, el marit aturat de Cecilia
- Dianne Wiest: Emma, la patrona del bordell, prostituta
- Van Johnson: Larry
- Zoe Caldwell: la comtessa, a la pantalla
- John Wood: Jason
- Deborah Rush: Rita, la cantant del Copacabana, a la pantalla
- Edward Herrmann: Henry, a la pantalla
- Milo O'Shea: el pare Donnelly, a la pantalla
- Alexander Cohen: Raoul Hirsch, el productor
- Stephanie Farrow: la germana de Cecilia, cambrera a la mateixa cerveseria
- Camille Saviola: Olga, la dona amb Monk, «acròbata»
- Helen Hanft: una espectadora
- Glenne Headly: una prostituta
- Robert Trebor: un periodista

## Premis i nominacions

### Premis
- 1986. Globus d'Or al millor guió per a Woody Allen
- 1986. BAFTA a la millor pel·lícula
- 1986. BAFTA al millor guió per a Woody Allen
- 1986. César a la millor pel·lícula estrangera

### Nominacions
- 1986. Oscar al millor guió original per a Woody Allen[3]
- 1986. BAFTA a la millor actriu per a Mia Farrow
- 1986. BAFTA als millors efectes visuals
- 1986. Globus d'Or a la millor pel·lícula musical o còmica
- 1986. Globus d'Or al millor actor musical o còmic per a Jeff Daniels
- 1986. Globus d'Or a la millor actriu musical o còmica per a Mia Farrow

## Al voltant de la pel·lícula
- Woody Allen ha declarat sovint que es tractava de la seva pel·lícula favorita.
- Michael Keaton és el primer que va ser contactat per interpretar el paper de Tom Baxter. Woody Allen va preferir finalment Jeff Daniels.
- Jeff Daniels, més tard, va obrir una sala de teatre a Chelsea, Michigan, que va batejar The Purple Rose.
- En una entrevista, a Woody Allen li van demanar per què no havia fet un happy end. Va contestar: És un happy end.
- Les escenes del parc d'atraccions van ser rodades al parc Bertrand Island de Mount Arlington a Nova Jersey.
- Viggo Mortensen ha interpretat un petit paper a la pel·lícula, però la seva escena va ser finalment tallada en el muntatge.
- El rodatge va tenir lloc des del 1983 al febrer del 1984.
- Quan Cecilia toca l'ukulele, és doblada per Cynthia Sayer.